# Gundomado
Gundomado (em latim: Gondumadus; m. 357) foi um rei alamano dos brísgavos da gau de Ortenau ativo entre 354-356. Em 354, ao lado de seu irmão Vadomário, saqueou frequentemente os domínios romanos na Gália e foi atacado pelo imperador Constâncio II (r. 337–361).
Apesar das frequentes transgressões, eles conseguiram acordar a paz com o imperador em 356. Em 357, Constâncio II partiu de Valência para Arelate e os derrotou em batalha. Gundomado seria assassinado no mesmo ano.